# Управление кадров ВМС Израиля
Управление кадров ВМС Израиля (ивр. מספן כוח האדם‎) — одно из пяти управлений командования ВМС Израиля. 
Управление отвечает за призыв, развитие и воспитание кадровых ресурсов для ВМС Израиля, структурно подчиняется Управлению кадров Генерального штаба Армии обороны Израиля.
Командует Управлением офицер в звании «Алуф мишне» (Капитан 1-го ранга). С июля 2020 года главой управления является капитан 1-го ранга Надав Турджеман.

## Основные задачи
- Размещение, планирование, управление и распределение личного состава военно-морских сил и Генерального штаба (в соответствии с определенными полномочиями)
- Планирование укомплектования, продвижения и классификации личного состава военно-морского флота и Генерального штаба (в соответствии с определенными полномочиями)
- Определение политики обучения персонала и контроль ее реализации
- Определение политики, принципов и мер индивидуального ухода, например, культурной и образовательной деятельности
- Установление процедур и порядков в области религии, дисциплины и личности

## Структура и организация
Управление кадров состоит из нескольких отделов, отвечающих за различные области деятельности, таких как:
- Отдел, отвечающий за индивидуальный уход и условия службы
- Отдел, отвечающий за культурную и образовательную деятельность в военно-морском флоте

## Начальники управления
Командует Управлением офицер в звании «Алуф мишне» (капитан 1-го ранга). С июля 2020 года главой управления является капитан 1-го ранга Надав Турджеман.
| #  | Изображение | Имя и звание                       | Срок полномочий                | Комментарии                                                       |
| -- | ----------- | ---------------------------------- | ------------------------------ | ----------------------------------------------------------------- |
| 1  |             | Капитан-лейтенант Авраам Бен Дов   | 1949-1948                      | Начало военно-морского флота и Война за независимость             |
| 2  |             | Арье Элиав                         | 1950                           |                                                                   |
| 3  |             | Капитан-лейтенант Авраам Офер      |                                |                                                                   |
| 4  |             | Капитан 3-го ранга Элияху Орен     | Апрель 1954                    | В качестве исполняющего обязанности                               |
| 5  |             | Капитан 1-го ранга Хаим Рафаэли    | 1964-1957                      | Первый глава управления в звании капитан 1-го ранга (с 1962 года) |
| 6  |             | Капитан 1-го ранга Авраам Боцер    | Март 1964 - сентябрь 1966      |                                                                   |
| 7  |             | Капитан 1-го ранга Йоав Ясур       | Сентябрь 1966 - сентябрь 1968  |                                                                   |
| 8  |             | Капитан 1-го ранга Дов Шафир       | Сентябрь 1968 - июль 1972      |                                                                   |
| 9  |             | Капитан 1-го ранга Ицхак Кат       | Июль 1972 - сентябрь 1975      |                                                                   |
| 10 |             | Контр-адмирал Ури Паз              | Сентябрь 1975 - сентябрь 1978  |                                                                   |
| 11 |             | Капитан 1-го ранга Шауль Села      | Сентябрь 1978 - август 1979    |                                                                   |
| 12 |             | Контр-адмирал Дов Рам              | Август 1979 - июнь 1982        |                                                                   |
| 13 |             | Хаим Шакед                         | 1982 - 1985                    | Глава управления во время Первой Ливанская войны                  |
| 14 |             | Контр-адмирал Авраам Ашур          | Апрель 1985 - июль 1987        |                                                                   |
| 15 |             | Контр-адмирал Габи Наве            | Июль 1987 г. - октябрь 1991 г. |                                                                   |
| 16 |             | Капитан 1-го ранга Рони Икар       | Октябрь 1991 - июнь 1993       |                                                                   |
| 17 |             | Контр-адмирал Давид Бен Бешт       | Сентябрь 1993 - сентябрь 1996  |                                                                   |
| 18 |             | Контр-адмирал Нир Маор             | Сентябрь 1996 - октябрь 1999   |                                                                   |
| 19 |             | Капитан 1-го ранга Шломо Коэн      | Октябрь 1999 - август 2002     |                                                                   |
| 20 |             | Капитан 1-го ранга Йохай Бен Йосеф | Август 2002 - август 2004      |                                                                   |
| 21 |             | Капитан 1-го ранга Идо Шевах       | Сентябрь 2004 - сентябрь 2006  |                                                                   |
| 22 |             | Капитан 1-го ранга Йони Верт       | Сентябрь 2006 - сентябрь 2009  |                                                                   |
| 23 |             | Капитан 1-го ранга Амит Фарбер     | Сентябрь 2009 - январь 2012    |                                                                   |
| 24 |             | Капитан 1-го ранга Михаль Тшува    | 22 декабря 2012 – 2015         | Первая женщина - глава управления кадров                          |
| 25 |             | Капитан 1-го ранга Сами Цемах      | 2015 - 2017                    |                                                                   |
| 26 |             | Капитан 1-го ранга Итай Саар       | 2017 - июль 2020               |                                                                   |
| 27 |             | Капитан 1-го ранга Надав Турджеман | Июль 2020 - н.в.               |                                                                   |